# Laureano Ruiz
Laureano Ruiz Quevedo (Escobedo de Villafufre (Villafufre), 21 oktober 1937) is een voormalig Spaans voetballer en voetbalcoach.

## Loopbaan als speler
Ruiz speelde bij Racing Santander (1956-1962) en Gimnástica de Torrelavega (1962-1966).

## Loopbaan als coach
In 1966 begon Ruiz als trainer bij Racing Santander. Van 1972 tot 1978 was hij werkzaam in de jeugdopleiding van FC Barcelona, waar Ruiz onder meer de Juvenil A coachte. Met dit hoogste jeugdelftal won hij vier jaar op rij de Copa del Rey Juvenil. Ruiz zorgde voor nieuwe inzichten binnen de club door de aandacht te verleggen van fysiek naar techniek bij de spelers, een visie die later door Johan Cruijff verder zou worden uitgebouwd. In 1976 was Ruiz kortdurend trainer van het eerste elftal van de club na het ontslag van Hennes Weisweiler. Na zijn vertrek bij FC Barcelona was Ruiz werkzaam bij Celta de Vigo, opnieuw Racing en verschillende jeugdteams in Catalonië en Cantabrië.